# Nilus pseudojuvenilis
Nilus pseudojuvenilis là một loài nhện trong họ Pisauridae. Chúng được miêu tả năm 1987 bởi Sierwald.